# Martin Luther (diplomat)
 For alternative betydninger, se Martin Luther (flertydig). (Se også artikler, som begynder med Martin Luther)
Martin Franz Julius Luther (16. december 1895 i Berlin - 13. maj 1945 i Berlin) var en tysk nazistisk diplomat og politiker.

## Tidlig karriere
I 1914 meldte Luther sig som frivillig til krigstjeneste under 1. verdenskrig, og han blev i 1918 forfremmet til løjtnant. Senere arbejdede han som møbelspeditør. Han meldte sig ind i NSDAP i marts 1932.
Luther blev brugt af Joachim von Ribbentrop til at flytte hans møbler fra Berlin til London da Ribbentrop blev ambassadør der. Han blev der efter ansat af Ribbentrop og hans hustru som interiørarkitekt for den nye tyske ambassade, som Ribbentrop havde bygget i London. Luther var en dygtig planlægger, og det førte til, at han blev engageret som en af lederne af Ribbentrops partibaserede udenrigspolitiske rådgivningsgruppe (Dienststelle Ribbentrop) senere samme år. Han blev en af Ribbentrops favoritter, når det gjaldt at få "ordnet" ting. Efter, at Ribbentrop overtog stillingen som tysk udenrigsminister i 1938 (efter Konstantin von Neurath), blev Luther leder for NSDAP-afdelingen ved Auswärtiges Amt. I 1941 blev han ministerialdirektør med embedsbetegnelsen understatssekretær.

## Luther og jøderne
Luther var fra 1940 til 1943 som leder for Afdeling D (Tyskland) ansvarlig for samarbejdet med Himmler og RSHA og for fagområdet D III (Judenfrage, Rassenpolitik, Information der Auslandsvertretungen über wichtige innenpolitische Vorgänge, oversat: "Jødespørgsmålet, racepolitik, udenrigsrepræsentationernes informationer om vigtige indenrigspolitiske begivenheder"). Ved sit tætte samarbejde med Adolf Eichmanns tjenestested gjorde Luther Afdeling D til en af de embedsinstanser, som sysselsatte sig med Endlösung ("Den endelige løsning" på "jødespørgsmålet").
Luther deltog i Wannsee-konferencen 1942. Luther var en af de virksomme bag forflytningen af jøder østpå, da muligheden for at sende dem til Palæstina bortfaldt som følge af, at englænderne forhindrede al tysk skibsfart. Han forfattede det kendte memorandum af 21. august 1942, hvori han gjorde sig til talsmand for at tvangsforflytte jøderne i Europa til de af Tyskland besatte områder i Østeuropa som erstatningsløsning for Ha'avara-planen og den mislykkede Madagaskar-plan.

## Komplot mod Ribbentrop
Mærkelig nok fortsatte Luther også under denne periode at virke som fru Ribbentrops assistent ved udvalg af design og møbler til hendes forskellige huse og til at give hende råd om moden. Luther brød sig ikke om at arbejde for Ribbentrops hustru og tilkendegav over for venner, at hun behandlede ham som en af tjenerstaben. Dette var begyndelsen på bruddet mellem ham og familien Ribbentrop.
I 1943 var Luther involveret i et forsøg på at få Ribbentrop afsat i håb om selv at overtage dennes stilling. Blandt de andre centrale personer i planlægningen var Marschall von Bieberstein (ligeledes fra udenrigsdepartementet) og Walter Schellenberg (en efterretningsofficer). Gruppen var kommet frem til, at udenrigsdepartementet måtte ledes af nogen, som ville være beredt til at forhandle om fred med de vestallierede, og tog indirekte kontakt med Vatikanet, som de anså som en mulig kontaktvei. Pave Pius XII tilkendegav indirekte velvillighed ved at rette et åbent brev til sin statssekretær kardinal Luigi Maglione, hvori han opfordrede til bønner for fred, særlig fra børn.
Ribbentrop blev klar over planerne om at få ham skubbet til side. Luther blev derfor den 16. februar 1943 indsat i koncentrationslejren Sachsenhausen, som "privilegeret" fange. Med undtagelse af Schellenberg blev de øvrige sendt til fronten, hvilket ofte betød den visse død.
Han faldt i hænderne på Den røde hær i maj 1945 og døde kort efter.